# Де ла Арп, Бенар Жан-Батист
Жан-Батист Бенар де ла Арп (фр. Jean-Baptiste Bénard de la Harpe) — первый французский путешественник, исследовавший земли будущего штата Оклахома. Де ла Арпу также приписывают открытие Литл-Рока, Арканзас.

## Исследования в Оклахоме
В 1718 году Де ла Арп покинул Францию вместе с 40 мужчинами и в апреле 1719 года основал торговый пост на Ред-Ривер недалеко от того места, где сейчас находится Тексаркана, штат Техас. Это было недалеко от центра Конфедерации Кэддо. Де ла Арп надеялся установить торговые отношения с более далекими и неизвестными индейскими племенами, и поэтому 11 августа 1718 года он отправился с 9 мужчинами, в том числе 3 проводниками Кэддо и 22 лошадьми, груженными торговыми товарами, чтобы посетить деревню Уичита на Северо-запад. В том же году другой французский исследователь, Клод Шарль Дю Тисн, также отправился на запад, чтобы посетить другую деревню Уичита в Канзасе.
Де ла Арп следовала вверх по реке Ред-Ривер, вероятно, в окрестности современного Айдабеля, штат Оклахома. Затем он повернул на север, чтобы пересечь изрезанные восточно-западные хребты гор Уашито, которые возвышаются более чем на 980 футов над промежуточными долинами. Находясь в горах, Де ла Арп столкнулся с военным отрядом осейджей и едва избежал столкновения с ними. Он также обнаружил доказательства того, что в этом районе находился воинствующее племя «Cancey» (Апачи). 3 сентября, после 23 дней путешествия, Де ла Арп и его группа достигли большого поселения. Мнения расходятся относительно его местоположения, но после раскопок на Участке Ласли Вор в 1988 году антрополог из Университета Талсы Джордж Х. Оделл заявил, что археологические данные указывают на то, что он расположен примерно в 21 км к югу от Талсы, Оклахома, недалеко от западного берега реки Арканзас.
Поселение, которое посетила Де ла Арп, состояло из нескольких деревень с видом на реку. По его оценкам, население составляло 6-7 тысяч человек, большинство из которых составляли Тавакони. Присутствовали и другие субплемена — Уичито, также Таовайя. Присутствие различных племен Уичито предполагает, что деревня вероятно была торговым центром для всего региона. Уичито оказало Де ла Арпу дружеский прием, настолько дружелюбный, что два черных раба в его группе хотели остаться с индейцами, а не вернуться с Де ла Арпом. Сам Де ла Арп отметил, что у Уичито были лошади, они были прекрасными фермерами и что дичь в этом районе была в изобилии.
Важность исследования Де ла Арпа состоит в том, что это был один из двух первых известных контактов французов с индейцами Уичита и Апачи, и первая известная французская экспедиция, ступившая в будущий штат Оклахома. Отчет Де ла Арпа об экспедиции включает много информации о земле, которую он пересек, и об индейцах, которых он встретил. Уичито, вероятно, были сгруппированы в такой большой деревне, как защита от набегов осейджей и апачей. В течение двух или трех десятилетий Уичита переселялись на юг к Красной реке, где они стали союзниками команчей.

## Исследования в Арканзасе

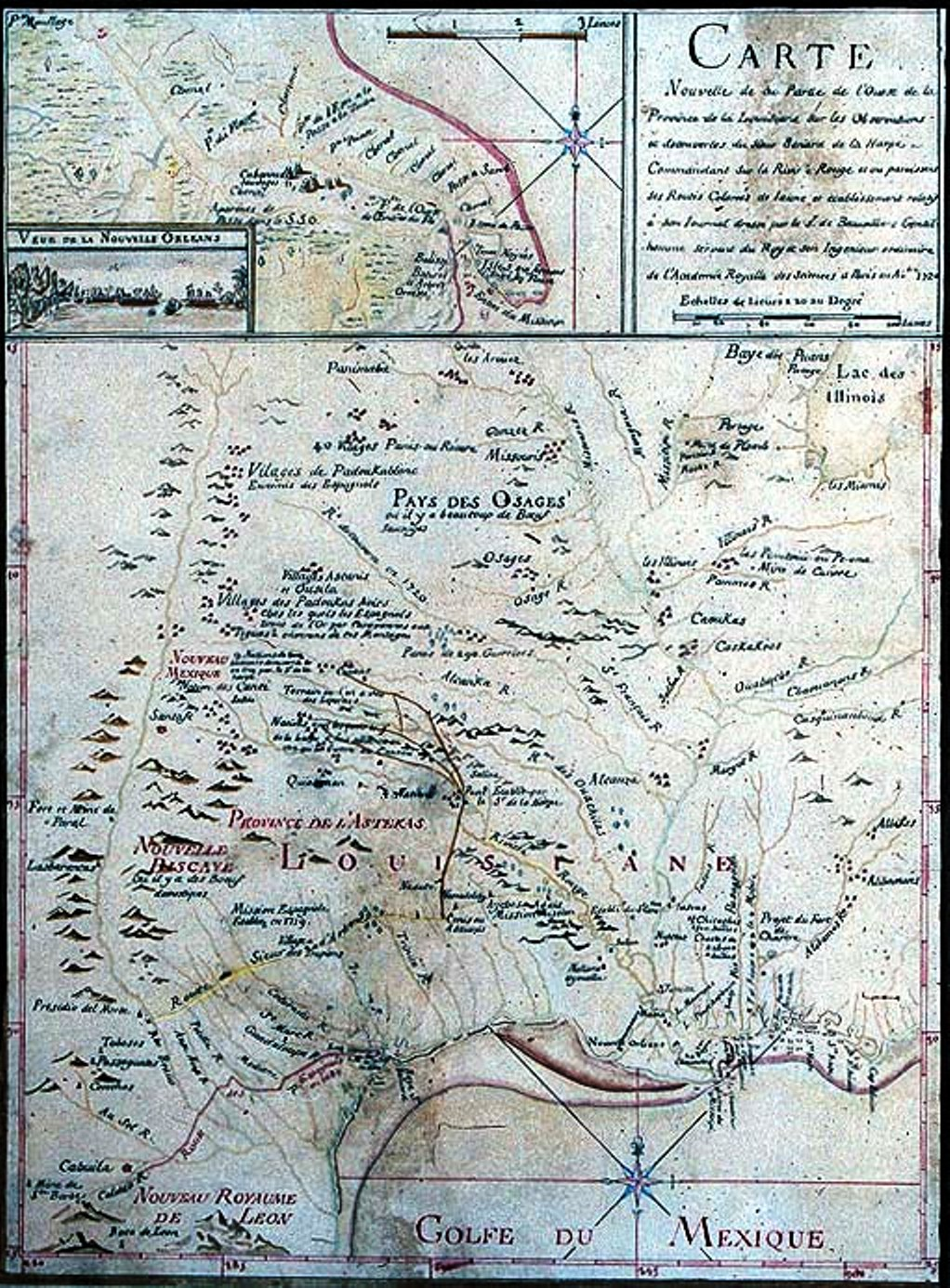
Map of La Harpe’s exploration of the Mid-South.

В 1722 году Де ла Арп поднялся по реке Арканзас и обнаружил два отчетливых скальных образования на реке — меньшее на южном береге он назвал Le petit rocher и большее на северном береге Le rocher francais. Также он основал торговый пост рядом с меньшим формированием, так как там располагалось поселение индейцев Куапо, впоследствии получивший название Литл-Рок. Он исследовал реку Арканзас ещё на 25 лиг (70 миль или 115 км) выше Литл-Рока. Возможно, он был первым исследователем, открывшим природные ступени в Арканзасе. В то время на этой территории располагалась большая деревня Куапо.
Позже в 1722 году он руководил передачей города Пенсакола, штат Флорида, испанцам. В 1723 году он вернулся во Францию и больше не бывал в Америке.